# Король Лев (саундтрек, 1994)
| Оценки критиков  | Оценки критиков                    |
| Источник         | Оценка                             |
| ---------------- | ---------------------------------- |
| AllMusic         | (за Специальное издание 2003 года) |
| Robert Christgau | C                                  |
| Filmtracks       | [ 3 ]                              |
| Vox              | (10/10)                            |
| Sputnikmusic     | 5/5                                |

Король Лев: Саундтрек (англ. The Lion King: Original Motion Picture Soundtrack) — официальный саундтрек к мультфильму «Король Лев» 1994 года. Он состоит из песен из мультфильма, написанных Элтоном Джоном и Тимом Райсом, и музыки, написанной Хансом Циммером. У Элтона Джона двойная роль: он является исполнителем нескольких треков. Альбом был выпущен 31 мая 1994 года на CD и компакт-кассете. Саундтрек был записан в США, Великобритании и ЮАР. Саундтрек стал самым продаваемым альбомом саундтреков к анимационному фильму в США: было продано более 7 миллионов копий, из 4 934 000 копий в 1994 году.
Расширенная версия саундтрека, включающая 30 минут ранее не выпущенного материала, была выпущена в рамках серии Walt Disney Records: The Legacy Collection 24 июня 2014 года. В 2014 году Hot Topic выпустили виниловый диск с саундтреком.

## Список треков
Вся музыка написана Элтоном Джоном со словами Тима Райса и составлена Хансом Циммером..
| №                   | Название                                                                    | Исполнитель (и)                                                              | Длительность |
| ------------------- | --------------------------------------------------------------------------- | ---------------------------------------------------------------------------- | ------------ |
| 1.                  | «Circle of Life»                                                            | Кармен Туилли and Лебо М.                                                    | 3:59         |
| 2.                  | «I Just Can’t Wait to Be King»                                              | Джейсон Уивер, Роуэн Аткинсон, и Лаура Уильямс                               | 2:50         |
| 3.                  | «Be Prepared»                                                               | Джереми Айронс, Вупи Голдберг, Чич Марин, и Джим Каммингс                    | 3:40         |
| 4.                  | «Hakuna Matata»                                                             | Нейтан Лейн, Эрни Сабелла, Джейсон Уивер, и Джозеф Уильямс                   | 3:33         |
| 5.                  | «Can You Feel the Love Tonight»                                             | Джозеф Уильямс, Салли Дворски, Нейтан Лейн, Эрни Сабелла, and Кристл Эдвардс | 2:57         |
| 6.                  | «This Land (score)»                                                         | Ханс Циммер                                                                  | 2:55         |
| 7.                  | «...To Die For (score)»                                                     | Ханс Циммер                                                                  | 4:17         |
| 8.                  | «Under the Stars (score)»                                                   | Ханс Циммер                                                                  | 3:45         |
| 9.                  | «King of Pride Rock (score) (featuring a chorus version of Circle of Life)» | Ханс Циммер                                                                  | 5:59         |
| 10.                 | «Circle of Life»                                                            | Элтон Джон                                                                   | 4:51         |
| 11.                 | «I Just Can’t Wait to Be King»                                              | Элтон Джон                                                                   | 3:37         |
| 12.                 | «Can You Feel the Love Tonight» (End Title)                                 | Элтон Джон                                                                   | 4:01         |
| Общая длительность: | Общая длительность:                                                         | Общая длительность:                                                          | 46:40        |

| №                   | Название                                 | Исполнитель (и)                                | Длительность |
| ------------------- | ---------------------------------------- | ---------------------------------------------- | ------------ |
| 13.                 | «The Morning Report»                     | Джеймс Эрл Джонс, Джефф Беннетт и Эван Сауседо | 1:36         |
| 14.                 | «Can You Feel the Love Tonight» (Ремикс) | Элтон Джон                                     | 4:08         |
| Общая длительность: | Общая длительность:                      | Общая длительность:                            | 5:44         |

### The Legacy CollectionВыпуск
Walt Disney Records выпустили расширенную версию саундтрека, содержащую дополнительные тридцать минут ранее не выпущенного материала из мультфильма, а также коллекцию демо-версий реплики. Эта ревизия содержит новый обновленный микс от Алана Мейерсона.

## Чарты и коммерческий успех
Саундтрек был выпущен в США тиражом более 10 миллионов копий, и в 1995 году он стал платиновым в 10 раз, став самым продаваемым саундтреком из анимационных фильмов. Его сертификация была повышена до Бриллиантового, когда награда была учреждена в 1999 году. По словам Nielsen SoundScan, саундтрек по состоянию на апрель 2014 года был продан в США в общей сложности 7,873 миллиона копий.  Это также самый продаваемый виниловый альбом эпохи Nielsen SoundScan (начиная с 1991 года), объем продаж которого на июнь 2014 года составил 1 043 000 экземпляров.
В 2010 году музыкальный интернет-магазин Rhapsody назвал его одним из величайших саундтреков Disney и Pixar всех времен.

### Чарты
| Чарт                              | Позиция |
| --------------------------------- | ------- |
| Australian ARIA Album Chart       | 3       |
| Austrian Albums Chart             | 4       |
| Belgian Albums Chart (Flanders)   | 16      |
| Belgian Albums Chart (Wallonia)   | 5       |
| Canadian RPM Albums Chart         | 1       |
| Dutch Albums Chart                | 6       |
| Finnish Albums Chart              | 19      |
| French SNEP Albums Chart          | 1       |
| German Media Control Albums Chart | 7       |
| Japanese Oricon Albums Chart      | 20      |
| New Zealand Albums Chart          | 1       |
| Swedish Albums Chart              | 4       |
| Swiss Albums Chart                | 1       |
| U.S. Billboard 200                | 1       |

| Чарт (1994)             | Позиция  |
| ----------------------- | -------- |
| Australian Albums Chart | 6        |
| Canadian Albums Chart   | 4        |
| French Albums Chart     | 4        |
| U.S. Billboard 200      | 4        |
| Chart (1995)            | Position |
| Australian Albums Chart | 32       |
| Austrian Albums Chart   | 17       |
| Canadian Albums Chart   | 26       |
| German Albums Chart     | 37       |
| Swiss Albums Chart      | 19       |
| U.S. Billboard 200      | 10       |

| Чарт (1990–1999)   | Позиция |
| ------------------ | ------- |
| U.S. Billboard 200 | 21      |

## Сертификация
| Регион | Сертификация                | Продажи                     |
| Оригинальный выпуск альбома                                                                                              | Оригинальный выпуск альбома | Оригинальный выпуск альбома |
| --- | --------------------------- | --------------------------- |
| Австрия (IFPI Austria)                                                                                                   | Платиновый                  | 50 000*                     |
| Бельгия (BEA) | Платиновый                  | 50 000*                     |
| Бразилия | —                           | 1,200,000                   |
| Канада (Music Canada) | Бриллиантовый               | 1 000 000^                  |
| Китай | —                           | 1,000,000                   |
| Франция (SNEP) | Платиновый                  | 1,260,000                   |
| Германия (BVMI) | 3× Платиновый               | 1 500 000^                  |
| Япония (RIAJ) | Золотой                     | 150,000                     |
| Нидерланды (NVPI) | Платиновый                  | 100 000^                    |
| Новая Зеландия (RMNZ) | Платиновый                  | 15 000^                     |
| Польша (ZPAV) | Золотой                     | 50 000*                     |
| Швеция (GLF) | Золотой                     | 50 000^                     |
| Швейцария (IFPI Switzerland)                                                                                             | 2× Платиновый               | 100 000^                    |
| Великобритания (BPI) | Платиновый                  | 300 000^                    |
| США (RIAA) | Бриллиантовый               | 10 000 000^                 |
| Итого |                             |                             |
| Европа (IFPI) | 3× Платиновый               | 3 000 000*                  |
| Original cast recording                                                                                                  |                             |                             |
| Австралия (ARIA) | Золотой                     | 35 000^                     |
| Франция (SNEP) | Золотой                     | 100,000*                    |
| Германия (BVMI) | Золотой                     | 250 000^                    |
| Великобритания (BPI) | Серебряный                  | 60 000^                     |
| США (RIAA) | Платиновый                  | 1 000 000^                  |
| Sing-Along shortform |                             |                             |
| Великобритания (BPI) | Серебряный                  | 60 000^                     |
| США (RIAA) | 2× Платиновый               | 1,000,000^                  |
| Перевыпуск Ханса Циммера                                                                                                 |                             |                             |
| Великобритания (BPI) | Серебряный                  | 60 000^                     |
| * Данные о продажах приведены только на основе сертификации. ^ Данные о тиражах приведены только на основе сертификации. |                             |                             |

### Награды и номинации
| Награды        | Награды                                                                     | Награды                                                            | Награды   |
| Награда        | Категория                                                                   | Получатель (и) и номинант (ы)                                      | Результат |
| -------------- | --------------------------------------------------------------------------- | ------------------------------------------------------------------ | --------- |
| Оскар          | Лучшая песня                                                                | "Can You Feel the Love Tonight" – Элтон Джон и Тим Райс            | Победа    |
| Оскар          | Лучшая песня                                                                | "Circle of Life" – Элтон Джон и Тим Райс                           | Номинация |
| Оскар          | Лучшая песня                                                                | "Hakuna Matata" – Элтон Джон и Тим Райс                            | Номинация |
| Оскар          | Лучшая музыка                                                               | Ханс Циммер                                                        | Победа    |
| Золотой глобус | Лучшая песня                                                                | "Can You Feel the Love Tonight" – Элтон Джон и Тим Райс            | Победа    |
| Золотой глобус | Лучшая песня                                                                | "Circle of Life" – Элтон Джон и Тим Райс                           | Номинация |
| Золотой глобус | Лучшая музыка                                                               | Ханс Циммер                                                        | Победа    |
| Грэмми         | Песня года                                                                  | "Can You Feel the Love Tonight" – Элтон Джон и Тим Райс            | Номинация |
| Грэмми         | Песня года                                                                  | "Circle of Life" – Элтон Джон и Тим Райс                           | Номинация |
| Грэмми         | Лучшая песня, написанная специально для кино или для телевидения            | "Can You Feel the Love Tonight" – Элтон Джон и Тим Райс            | Номинация |
| Грэмми         | Лучшая песня, написанная специально для кино или для телевидения            | "Circle of Life" – Элтон Джон и Тим Райс                           | Номинация |
| Грэмми         | Лучшая инструментальная композиция, написанная для кино или для телевидения | Ханс Циммер                                                        | Номинация |
| Грэмми         | Лучшее мужское поп-вокальное исполнение                                     | "Can You Feel the Love Tonight" в исполнении Элтона Джона          | Победа    |
| Грэмми         | Лучший музыкальный альбом для детей                                         | Марк Манчина, Джей Рифкин, Крис Томас, Ханс Циммер                 | Победа    |
| Грэмми         | Лучшая инструментальная аранжировка с сопровождающими вокалами              | Ханс Циммер и Лебо М – "Circle of Life" в исполнении Кармен Туилли | Победа    |